# Chichiș
Chichiș (en hongrois : Kökös) est une commune roumaine du județ de Covasna dans le Pays sicule en Transylvanie. Elle est composée des deux villages suivants :
- Chichiș, siège de la commune
- Băcel (Kökösbácstelek)

## Lieux et monuments
- Église unitarienne du village de Chichiș (construite en XIIIe siècle), monument historique
- Église réformée du village de Chichiș (construite en XVIIIe siècle)
- Église en bois du village Chichiș (construite en XVIIIe siècle), monument historique